# 2. Fußball-Bundesliga
Die 2. Bundesliga bildet die zweithöchste Spielklasse im deutschen Fußball. Sie wurde 1974, elf Jahre nach Gründung der Fußball-Bundesliga, als neue zweithöchste Spielklasse für Profifußball geschaffen, um die große wirtschaftliche Kluft von Profi- und Amateurbereich zu überwinden, die damals zwischen Bundesliga und den gleichalten, bis dahin als zweite Liga fungierenden fünf Fußball-Regionalligen entstanden war.

## Spielmodus
| Spielzeiten         | Staffeln       | Teams                   | Spieltage                                              | Aufsteiger in die Bundesliga                                                | Absteiger in die Drittklassigkeit                                                                           |
| ------------------- | -------------- | ----------------------- | ------------------------------------------------------ | --------------------------------------------------------------------------- | --- |
| 1974/75 bis 1978/79 | 2 (Nord + Süd) | 40 (jeweils 20)         | jeweils 38                                             | 2 (jeweilige Staffelsieger) + 1 Relegationsgewinner (Duell der Vizemeister) | 8 (jeweils 4)                                                                                               |
| 1979/80             | 2 (Nord + Süd) | 41 (Nord: 20 / Süd: 21) | Nord: 38 / Süd: 40                                     | 2 (jeweilige Staffelsieger) + 1 Relegationsgewinner (Duell der Vizemeister) | 8 (jeweils 4)                                                                                               |
| 1980/81             | 2 (Nord + Süd) | 42 (Nord: 22 / Süd: 20) | Nord: 42 / Süd: 38                                     | 2 (jeweilige Staffelsieger) + 1 Relegationsgewinner (Duell der Vizemeister) | 22 (Nord: 12 / Süd: 10)                                                                                     |
| 1981/82 bis 1990/91 | 1              | 20                      | 38                                                     | 2 + 1 möglicher Relegationsgewinner (3. gegen 16. der Bundesliga)           | 4 |
| 1991/92             | 2 (Nord + Süd) | 24 (jeweils 12)         | jeweils 32 (22 + 10 Spiele in Auf- und Abstiegsrunden) | 2 (jeweilige Staffelsieger)                                                 | 4 (jeweils 2) + 1 oder 2 Relegationsverlierer (Triell zwischen den beiden 10. und dem 3. der Oberliga Nord) |
| 1992/93             | 1              | 24                      | 46                                                     | 3                                                                           | 7 |
| 1993/94             | 1              | 20                      | 38                                                     | 3                                                                           | 5 |
| 1994/95 bis 2007/08 | 1              | 18                      | 34                                                     | 3                                                                           | 4 |
| 2008/09 bis heute   | 1              | 18                      | 34                                                     | 2 + 1 möglicher Relegationsgewinner (3. gegen 16. der Bundesliga)           | 2 + 1 möglicher Relegationsverlierer (16. gegen 3. der 3. Liga)                                             |

Der Spielmodus der 2. Bundesliga wechselte mehrfach. Zunächst wurde sie in 2. Bundesliga Nord und 2. Bundesliga Süd unterteilt. Die jeweiligen Ligaersten stiegen direkt in die Bundesliga auf, die beiden Zweiten ermittelten den dritten Aufsteiger in Hin- und Rückspiel (falls erforderlich, gab es ein Entscheidungsspiel). Dieser Modus hatte bis zur Saison 1980/81 Bestand. Mit einer kurzen, durch die Wiedervereinigung Deutschlands bedingten Unterbrechung (Saison 91/92 mit diversen Sonderregelungen), wurde von nun an in einer eingleisigen Liga gespielt. Direkte Aufsteiger waren der Erst- und der Zweitplatzierte. Der Tabellendritte hatte die Möglichkeit, sich über zwei Relegationsspiele gegen den Tabellensechzehnten der Bundesliga für die Bundesliga zu qualifizieren. Aus Gründen der Planungssicherheit gab es von der Saison 1992/93 bis 2007/08 drei direkte Aufsteiger. Seit der Spielzeit 2008/09 wird wieder der alte Aufstiegsmodus aus den Jahren 1981 bis 1991 mit zwei sicheren und einem möglichen dritten Aufsteiger angewandt.
Auch die Anzahl der Absteiger aus der 2. Bundesliga variierte, da auch die Anzahl der Teilnehmer nicht immer gleich war. Bis 2008 gab es in der Regel vier Absteiger. Ausnahmen hierbei sind unter anderem die Saison 1980/81, in der um die Qualifikation zur eingleisigen 2. Bundesliga gespielt wurde, sowie die wegen der deutschen Wiedervereinigung zweigleisige Saison 1991/92. Seit der Gründung der 3. Liga im Jahr 2008 steigen der Tabellensiebzehnte und der -achtzehnte direkt ab, während der Tabellensechzehnte gegen den Tabellendritten der 3. Liga in zwei Relegationsspielen um den Klassenerhalt bzw. Aufstieg spielt.
Alle Teilnehmer der 2. Bundesliga einschließlich der Absteiger der Vorsaison nehmen auch am DFB-Pokal teil.

## Vereine
Bis zur Saison 2023/24 haben insgesamt 128 Vereine in der 2. Fußball-Bundesliga gespielt. Mit dem MTV Ingolstadt und dem ESV Ingolstadt-Ringsee spielten zwei Vorgängervereine des FC Ingolstadt 04 selbst zeitweilig in der 2. Liga und auch der SC Paderborn 07 hat mit dem TuS Schloß Neuhaus einen Vorgängerverein mit Zweitligavergangenheit.
Mit Ausnahme des FC Bayern München, der drei Spielzeiten in der Zweitklassigkeit verbrachte, jedoch lange vor Gründung der 2. Bundesliga (nämlich 1955/56 und von 1963 bis 1965) und dem SC Tasmania 1900 Berlin, der 1973 – ein Jahr vor der ersten Austragung – aufgelöst wurde, haben alle bisherigen Bundesligisten eine oder mehrere Spielzeiten in der 2. Bundesliga verbracht und die Liga mitgeprägt. Spätere Nationalspieler wie Jürgen Klinsmann, Rudi Völler, Andreas Brehme, Olaf Thon und viele andere machten in der 2. Liga erstmals auf sich aufmerksam.
Den Titel des Rekordmeisters der 2. Fußball-Bundesliga hält der 1. FC Köln mit fünf Meisterschaften. Zwei Mannschaften, der SC Freiburg und der VfL Bochum, errangen jeweils vier Titel in der „eingleisigen“ 2. Liga, also nach Zusammenlegung der Staffeln Nord und Süd. Der 1. FC Nürnberg kommt ebenfalls auf vier Meisterschaften, von denen eine in der Staffel Süd erreicht wurde. Arminia Bielefeld sicherte sich zwei der insgesamt ebenfalls vier Titel in der Staffel Nord.
Durch die steigende Resonanz beim Publikum gegenüber den Formierungsjahren und die höheren Einnahmen aus TV und Sponsoring stehen die meisten Zweitligisten wirtschaftlich auf gesunden Füßen. In der Saison 2016/17 lag die Zuschauerzahl erstmals über 6 Millionen. Den höchsten Zuschauerschnitt eines Vereins erreichte der FC Schalke 04 in der Saison 2023/24 mit durchschnittlich 61.538 Zuschauern je Heimspiel. In der gleichen Saison wurde mit insgesamt knapp 8,9 Millionen Zuschauern bei allen 306 Spielen der 2. Fußball-Bundesliga ein neuer Höchstwert erreicht.
In der Ewigen Tabelle der 2. Fußball-Bundesliga liegt die SpVgg Greuther Fürth mit insgesamt 1797 Punkten (Stand: Saisonende 2024/2025) vorne. Die meisten Punkte je Spiel erreichte Werder Bremen, die in zwei Spielzeiten mit durchschnittlich 2,12 Punkten je Spiel jeweils den direkten Wiederaufstieg schafften.
Siehe auch: Liste der Vereine der 2. Fußball-Bundesliga

## Geschichte

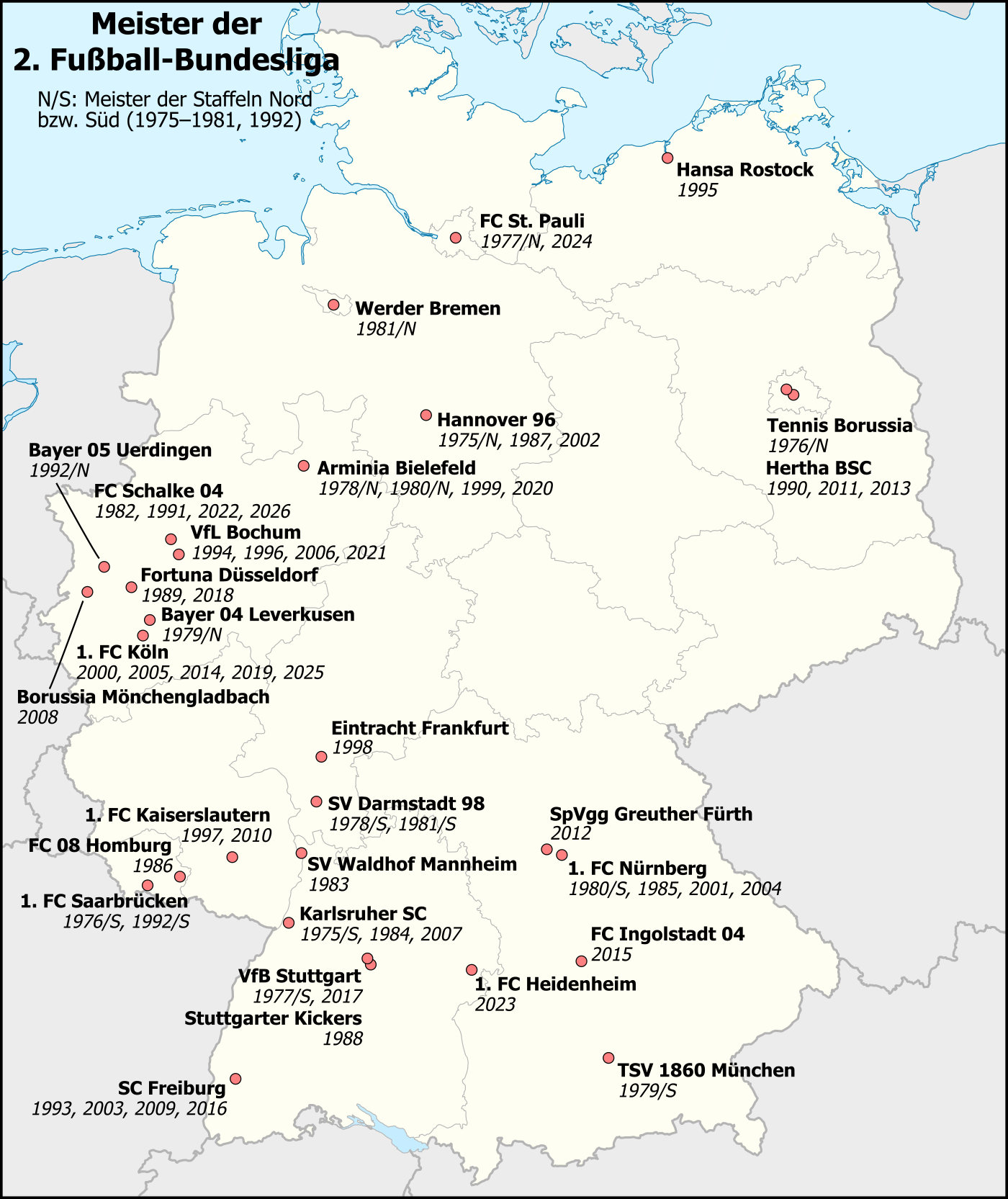
Karte

| Saison  | Zweitliga-Meister                                     |
| ------- | ----------------------------------------------------- |
| 1974/75 | Hannover 96 (Nord) Karlsruher SC (Süd)                |
| 1975/76 | Tennis Borussia Berlin (Nord) 1. FC Saarbrücken (Süd) |
| 1976/77 | FC St. Pauli (Nord) VfB Stuttgart (Süd)               |
| 1977/78 | Arminia Bielefeld (Nord) SV Darmstadt 98 (Süd)        |
| 1978/79 | Bayer 04 Leverkusen (Nord) TSV 1860 München (Süd)     |
| 1979/80 | Arminia Bielefeld (Nord) 1. FC Nürnberg (Süd)         |
| 1980/81 | Werder Bremen (Nord) SV Darmstadt 98 (Süd)            |
| 1981/82 | FC Schalke 04                                         |
| 1982/83 | SV Waldhof Mannheim                                   |
| 1983/84 | Karlsruher SC                                         |
| 1984/85 | 1. FC Nürnberg                                        |
| 1985/86 | FC 08 Homburg                                         |
| 1986/87 | Hannover 96                                           |
| 1987/88 | Stuttgarter Kickers                                   |
| 1988/89 | Fortuna Düsseldorf                                    |
| 1989/90 | Hertha BSC                                            |
| 1990/91 | FC Schalke 04                                         |
| 1991/92 | Bayer 05 Uerdingen (Nord) 1. FC Saarbrücken (Süd)     |
| 1992/93 | SC Freiburg                                           |
| 1993/94 | VfL Bochum                                            |
| 1994/95 | FC Hansa Rostock                                      |
| 1995/96 | VfL Bochum                                            |
| 1996/97 | 1. FC Kaiserslautern                                  |
| 1997/98 | Eintracht Frankfurt                                   |
| 1998/99 | Arminia Bielefeld                                     |
| 1999/00 | 1. FC Köln                                            |
| 2000/01 | 1. FC Nürnberg                                        |
| 2001/02 | Hannover 96                                           |
| 2002/03 | SC Freiburg                                           |
| 2003/04 | 1. FC Nürnberg                                        |
| 2004/05 | 1. FC Köln                                            |
| 2005/06 | VfL Bochum                                            |
| 2006/07 | Karlsruher SC                                         |
| 2007/08 | Borussia Mönchengladbach                              |
| 2008/09 | SC Freiburg                                           |
| 2009/10 | 1. FC Kaiserslautern                                  |
| 2010/11 | Hertha BSC                                            |
| 2011/12 | SpVgg Greuther Fürth                                  |
| 2012/13 | Hertha BSC                                            |
| 2013/14 | 1. FC Köln                                            |
| 2014/15 | FC Ingolstadt 04                                      |
| 2015/16 | SC Freiburg                                           |
| 2016/17 | VfB Stuttgart                                         |
| 2017/18 | Fortuna Düsseldorf                                    |
| 2018/19 | 1. FC Köln                                            |
| 2019/20 | Arminia Bielefeld                                     |
| 2020/21 | VfL Bochum                                            |
| 2021/22 | FC Schalke 04                                         |
| 2022/23 | 1. FC Heidenheim                                      |
| 2023/24 | FC St. Pauli                                          |
| 2024/25 | 1. FC Köln                                            |

### Vorgeschichte
Mit Einführung der Bundesliga im Jahr 1963 wurden gleichzeitig fünf Regionalligen (Süd, Südwest, West, Nord und Berlin) als zweithöchste bundesdeutsche Spielklasse geschaffen, deren beide jeweils erstplatzierten Mannschaften am Ende der Saison in zwei Gruppen die beiden Bundesligaaufsteiger ausspielten. Mit dem Übergang von den früheren Oberligen zur neuen Bundes- bzw. Regionalliga zeigte sich jedoch, dass der Unterbau der Bundesliga sowohl sportlich als auch wirtschaftlich problematisch war und ein Abstieg einen Verein schnell wirtschaftlich ruinieren konnte.
Diese Situation war mitverantwortlich für den Bundesliga-Skandal 1971, in dem es wegen manipulierter Punktspiele im Abstiegskampf Rot-Weiß Oberhausen und Arminia Bielefeld gelungen war, in der Bundesliga zu verbleiben. Als eine Konsequenz beschloss der DFB-Bundestag in Frankfurt am 30. Juni 1973 die Einführung der in Nord- und Südstaffel geteilten 2. Bundesliga zur Saison 1974/75, wodurch die Kluft zwischen Profi- und Amateurbereich geschlossen werden sollte.

### Qualifikationssystem
Die Kriterien für die Qualifikation besagten, dass zwei Gruppen mit je 20 Vereinen gebildet werden. Die Nordgruppe mit Regionalliga-Vereinen aus den Regionalverbänden West, Nord und Berlin und die Südgruppe, die aus den Vereinen der Regionalligen Süd und Südwest besteht. Diskutiert wurde, allein den finalen Tabellenstand der Saison 1973/74 als Maßstab für die Qualifikation heranzuziehen. Letztlich setzte sich aber der Gegenvorschlag der DFB-Kommission durch, insgesamt fünf Spieljahre als Bewertungsmaßstab zu nehmen. Die Platzbewertungszahlen aus der Regionalliga oder 25 Punkte pro absolvierter Spielzeit in der 1. Bundesliga nach den Endtabellen 1970 und 71 wurden einfach, 1972 und 73 doppelt, 1974 aber dreifach gezählt. Wie in den Vorjahren sollte es in den fünf Regionalligen je zwei Berechtigte für die Aufstiegsrunde zur 1. Bundesliga geben und Absteiger in die Amateurligen, obwohl diese ja eigentlich bei der neuen Klasseneinteilung nicht erforderlich wären; mit dem Abstieg aus der Regionalliga verloren sie jegliches Qualifikationsrecht. Die Regionalverbände Süd sollten 13 Vereine, der aus West elf Vereine, der Norden und Südwesten je sieben Vereine und Berlin zwei Vereine stellen. In diesen Zahlen sollten auch die Bundesligaabsteiger der Saison 1973/74 enthalten sein. Bei Punktgleichheit sollte das letzte Jahr den Ausschlag geben.
Dies alles hatte zur Folge, dass es zunächst nur zwei sichere Teilnehmer der 2. Bundesliga gab, nämlich die beiden Absteiger aus Liga Eins zum Saisonende 1973/74. Als Schwachstelle wurde ausgemacht, dass die Regionalliga-Neulinge 1973/74 keine realistische Chance hatten, in die neue 2. Bundesliga aufzurücken. Diese konnten zwar in die 1. Bundesliga aufsteigen, nicht aber in die zweite. Umgekehrt durften sich langjährige Regionalligisten oder Ex-Bundesligisten dank bereits erworbener Qualifikationspunkte aus den Vorjahren schlechte Ergebnisse in der Saison 1973/74 erlauben – solange sie nicht abstiegen.
Wirtschaftliche und strukturelle Voraussetzungen wurden beim DFB-Bundestag am 30. Juni 1973 zunächst nicht festgelegt, jedoch ein Jahr später zu relevanten Faktoren deklariert.
Nach Ende der Saison 1973/74 erwies es sich als gravierend, dass übersehen worden war, dass sich die zehn an der jährlichen Aufstiegsrunde zur Bundesliga teilnehmenden Regionalligisten durch ihre Platzierung in der Saison 1973/74 nicht von vornherein für die neue 2. Bundesliga qualifiziert hatten. Im Fall des 1. FC Saarbrücken führte dies dazu, dass der Klub nach dem Scheitern in der Aufstiegsrunde durch Anordnung des DFB trotz nicht vorhandener Erfüllung der Kriterien in die 2. Bundesliga Süd aufgenommen wurde und den Platz des SV Alsenborn einnahm, der ebenfalls aus der Regionalliga Südwest stammte. Dieser von Fritz Walter geförderte „Dorfklub“ war 1968, 1969 und 1970 dreimal in der Bundesliga-Aufstiegsrunde gescheitert und hatte sich deutlich für die neue Spielklasse qualifiziert. Der DFB befand nun, dass in Alsenborn keine zweitligatauglichen Zustände vorhanden seien und diese auch nicht in absehbarer Zeit erreicht werden könnten und stufte den SV in die dann drittklassige Amateurliga Südwest zurück, obwohl der Klub bei erfolgreicher Teilnahme an einer der drei Aufstiegsrunden zur Bundesliga mit einer Sondergenehmigung sogar in der höchsten Spielklasse hätte spielen dürfen (dann nicht im heimischen Stadion, sondern in Kaiserslautern oder Ludwigshafen).

### Zweigleisige 2. Bundesliga (1974–1981)
1974 wurde die 2. Bundesliga als „Unterhaus“ der Bundesliga eingeführt. 40 Fußballvereine, in zwei Staffeln (Nord und Süd) aufgeteilt, spielten erstmals gemeinsam um den Aufstieg in das Fußball-Oberhaus. Es wurde festgelegt, dass die jeweiligen Staffelsieger in die Bundesliga aufrücken, während die beiden Tabellenzweiten in Hin- und Rückspiel einen dritten Aufsteiger ausspielten. Aus der Bundesliga stiegen die drei Tabellenletzten ab und wurden je nach regionaler Zugehörigkeit in die 2. Bundesliga Nord oder 2. Bundesliga Süd eingeordnet. Da sich bei diesem Verfahren die Zahl der Auf- und Absteiger innerhalb der einzelnen Staffeln nicht immer die Waage hielt, musste in manchen Spielzeiten mit 21 oder gar 22 Vereinen in einer Gruppe gespielt werden.
Mit der am 2. August 1974 angepfiffenen Freitagabendpartie zwischen dem 1. FC Saarbrücken und Darmstadt 98 begann die erste Saison der 2. Bundesliga. Das erste Tor erzielte der Saarbrücker Nikolaus Semlitsch in der 18. Minute. Das 1:0 war zugleich das Endergebnis des ersten Zweitligaspiels. Die ersten Tabellenführer der neuen Liga waren der SC Fortuna Köln (Nord) und der VfR Heilbronn (Süd).
Die neu geschaffene 2. Liga gewann gegenüber den vorherigen Regionalligen an Attraktivität. Nicht nur immer mehr Zuschauer ließen sich durch die steigende Qualität der Mannschaften in die Stadien der Zweitligisten locken; auch große Trainernamen waren man bald in der Liga zu finden. So heuerte Helmuth Johannsen, der einstige Meistertrainer von Eintracht Braunschweig, beim saarländischen Verein Röchling Völklingen an, Hans Tilkowski trainierte den 1. FC Nürnberg, Max Merkel TSV 1860 München und Otto Knefler Borussia Dortmund. Zu den Stars der neuen Liga zählten Helmut Haller beim FC Augsburg, Lothar Emmerich bei Schweinfurt 05, Hans Walitza beim 1. FC Nürnberg oder auch Klaus-Dieter Sieloff bei Alemannia Aachen. Zudem blieben mit dem Argentinier Carlos Babington (SG Wattenscheid 09) und Haitis Torhüter Henri Françillon (TSV 1860 München) zwei Stars der Weltmeisterschaft 1974 im Land.
Zur zuvor vor allem bei manchen Berliner Vereinen, aber auch in Mannheim oder Gütersloh für die Einführung der 2. Bundesliga erwarteten Fusionswelle kam es hingegen zunächst nicht.

### Eingleisige 2. Bundesliga (1981–1991)
Im Jahre 1981 wurde die eingleisige 2. Bundesliga mit 20 Vereinen eingeführt. Für die Qualifikation zur neuen Spielklasse gab es erneut ein ausgeklügeltes System. Zunächst mussten die Vereine technische Qualifikationskriterien erfüllen. Diese sahen vor, dass die Stadien mindestens 15.000 Zuschauer fassen und innerhalb einer bestimmten Frist auch über eine Flutlichtanlage verfügen mussten. Wurden diese Voraussetzungen erfüllt, kamen sportliche Kriterien zum Tragen. Die jeweils vier erstplatzierten Mannschaften der Nord- und Süd-Staffel sowie die Bundesligaabsteiger waren automatisch qualifiziert. Die anderen Teilnehmer wurden über eine sogenannte „Platzziffer“ ermittelt. Diese errechnete sich aus den erreichten Tabellenplätzen der letzten drei Jahre. Je niedriger diese ermittelte Platzziffer war, desto besser war der Verein platziert. In der Saison 1978/79 wurde der Tabellenplatz mit eins, 1979/80 mit zwei und 1980/81 mit drei multipliziert. Mit Null wurden Jahre der Bundesligazugehörigkeit gewertet. Für Oberligajahre, in denen der Aufstieg nicht geschafft wurde, gab es 20 Punkte, für die Spielzeiten mit Aufstieg 16.
Nach Einführung der eingleisigen 2. Bundesliga zur Saison 1981/82 galt, dass die Mannschaften auf den ersten beiden Tabellenplätzen am Ende der Saison direkt in die Bundesliga aufstiegen und der Tabellendritte zwei sogenannte Relegationsspiele mit dem Drittletzten der abgelaufenen Erstligarunde um den Aufstieg bzw. den Verbleib in der Bundesliga auszutragen hatte.

### Nach der Wiedervereinigung (1991–1996)
Nach der Saison 1990/91 sollte die Liga auf 18 Vereine reduziert werden – es gab 4 Absteiger und nur 2 Aufsteiger aus den Oberligen. Da ab 1991 aber auch Klubs des NOFV (Vereine der ehemaligen DDR) mitspielten, musste die Liga aufgestockt werden. In der Saison 1991/92 wurden zunächst sechs NOFV-Klubs in die Liga aufgenommen, so dass sich die Teilnehmerzahl auf 24 erhöhte. Um die Anzahl der Spieltage gering zu halten, kehrte man zum Staffelsystem zurück und spielte in zwei Staffeln à 12 Mannschaften. Zwar stiegen in dieser Saison fünf Mannschaften in die Oberliga ab und nur drei aus der Oberliga auf, da jedoch auch aus der Bundesliga vier Vereine ab- und nur zwei dorthin aufstiegen, nahmen auch in der Folgesaison wieder 24 Klubs am Spielbetrieb teil.
Auf Wunsch der Vereine kehrte man zur eingleisigen Liga zurück, sodass es in der Saison 1992/93 zu einer Mammut-Saison mit 46 Spieltagen kam. Zum Ende der Saison stiegen sieben Vereine aus der 2. Bundesliga ab und drei aus den Oberligen auf, so dass die Saison 1993/94 mit 20 Teilnehmern gespielt wurde. Erst zur Folgesaison 1994/95 wurde die auch heute noch geltende Zahl von 18 Mannschaften erreicht.

### Zuschauerboom (seit 1996)
Durch den Abstieg von Traditionsvereinen wie beispielsweise Eintracht Frankfurt, dem 1. FC Kaiserslautern (beide erstmals 1996), dem 1. FC Köln (erstmals 1998) oder Borussia Mönchengladbach (erstmals 1999) erfuhr die 2. Liga einen enormen Zuschauerboom. Der Effekt wurde verstärkt durch die zunehmende Kapazität und die ausgebaute Qualität der Stadien. Inzwischen werden die Spiele im Durchschnitt von über 21.000 Zuschauern pro Partie verfolgt (Saison 2016/17). Die zweite Fußball-Bundesliga hat damit ähnliche Zuschauerschnitte wie die ersten Ligen in den Niederlanden (Eredivisie), Frankreich (Ligue 1) und Italien (Serie A), und ist gemeinsam mit der englischen Football League Championship die zuschauerstärkste 2.-Fußballliga. In der Saison 1996/97 sahen 75.000 Zuschauer im Berliner Olympiastadion das Spiel von Hertha BSC gegen den 1. FC Kaiserslautern. In der Saison 2010/11 wurde an derselben Spielstätte eine Zusatztribüne errichtet, und so konnten 77.116 Zuschauer beim Spiel der Berliner Hertha gegen den FC Augsburg einen Zweitliga-Rekord aufstellen.
Durch die Live-Übertragung von Spielen (unter anderem ein Spiel je Spieltag im Free-TV) erlangte die Liga vermehrt öffentliche Aufmerksamkeit. In der Saison 2016/17 übertraf der Zuschauerschnitt erstmals die Marke von 20.000 Besuchern pro Spiel. In der gleichen Saison stellte der VfB Stuttgart mit durchschnittlich über 50.000 Zuschauern eine neue Bestmarke auf Vereinsebene auf.
Aufgrund der COVID-19-Pandemie mussten ab 2020 viele Spiele vor leeren Rängen absolviert werden. In der ersten vollen Saison nach Ende der coronabedingten Einschränkungen wurden dann neue Zuschauerrekorde aufgestellt. Durch den Abstieg mehrerer „Traditionsvereine“ in die 2. Bundesliga (u. a. HSV, Schalke 04 und Hannover 96) wurden in der Saison 2023/24 am 22. Spieltag der 2. Bundesliga erstmals mehr Zuschauer in den Stadien verzeichnet als am gleichen Spieltag in der 1. Bundesliga. In der gleichen Saison wurden weitere Rekorde erreicht: Insgesamt 8,9 Millionen Besucher in der Saison entsprechen einem Durchschnitt von knapp 29.300 je Spiel. Den Rekord auf Vereinsebene erhöhte der FC Schalke 04 auf durchschnittlich mehr als 61.500 Zuschauer je Spieltag. Generell hat die 2. Bundesliga durch die Ligazugehörigkeit von beispielsweise dem Hamburger SV oder Schalke 04 einen höheren Zuschauerschnitt als manche erste Ligen anderer Länder. Beispielsweise hatte im Januar 2024 das deutsche Unterhaus mit 28.308 Zuschauern einen höheren Zuschauerschnitt als die französische Ligue 1.

### Wettskandal
In der Saison 2004/05 wurden im Rahmen des Wettskandals mehrere Spiele der 2. Bundesliga und der Regionalliga vom damaligen Fußballschiedsrichter Robert Hoyzer manipuliert. Die Partie zwischen LR Ahlen und Wacker Burghausen aus der 2. Bundesliga musste deshalb am 27. April 2005 wiederholt werden.

## Meisterschale

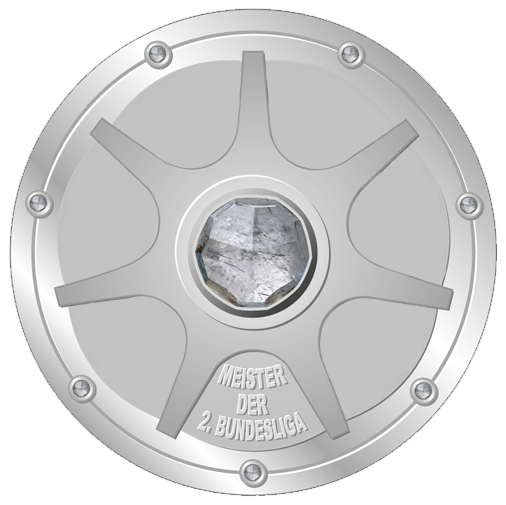
Die Schale der 2. Liga

Seit der Saison 2008/09 erhält der Sieger einer Saison eine eigene Trophäe. Zur Begründung sagte DFL-Geschäftsführer Tom Bender: „Die Meisterschale ist das wichtigste Symbol des sportlichen Wettbewerbs in der Bundesliga. Mit einem eigenen Pokal für den Meister der 2. Bundesliga möchten wir nun auch diese besondere Leistung würdigen.“ Die Meisterschale besteht aus Silber und wiegt achteinhalb Kilogramm. Sie hat einen Durchmesser von einem halben Meter und ist mit 30.000 Euro versichert. Der SC Freiburg als Meister der Saison 2008/09 durfte am 24. Mai 2009 als erster Verein diese Trophäe entgegennehmen. In die Schale sind alle Zweitliga-Meister seit Einführung der eingleisigen 2. Liga 1981/82 eingraviert.

## Saisonbilanzen

### Auf- und Absteiger der 2. Bundesliga
| Saison  | Aufsteiger in die Bundesliga                                             | Absteiger in die Regional-/bzw. Oberligen bzw. 3. Liga |
| ------- | ------------------------------------------------------------------------ | --- |
| 1974/75 | Hannover 96, Bayer 05 Uerdingen (Nord) Karlsruher SC (Süd)               | Olympia Wilhelmshaven, Rot-Weiß Oberhausen, VfL Wolfsburg, HSV Barmbek-Uhlenhorst (Nord) VfR Heilbronn, Borussia Neunkirchen, VfR Wormatia Worms, VfR Mannheim (Süd) |
| 1975/76 | Tennis Borussia Berlin, Borussia Dortmund (Nord) 1. FC Saarbrücken (Süd) | 1. FC Mülheim, SpVgg Erkenschwick, DJK Gütersloh, Spandauer SV (Nord) 1. FSV Mainz 05, FC Schweinfurt 05, Eintracht Bad Kreuznach, SSV Reutlingen (Süd)              |
| 1976/77 | FC St. Pauli (Nord) VfB Stuttgart, TSV 1860 München (Süd)                | Bonner SC, Göttingen 05, Wacker 04 Berlin, VfL Wolfsburg (Nord) Röchling Völklingen, Jahn Regensburg, BSV 07 Schwenningen (Süd)                                      |
| 1977/78 | Arminia Bielefeld (Nord) SV Darmstadt 98, 1. FC Nürnberg (Süd)           | 1. FC Bocholt, OSC Bremerhaven, Schwarz-Weiß Essen (Nord) FC Bayern Hof, VfR 1910 Bürstadt, Kickers Würzburg, FK Pirmasens (Süd)                                     |
| 1978/79 | Bayer 04 Leverkusen, Bayer 05 Uerdingen (Nord) TSV 1860 München (Süd)    | Westfalia Herne, FC St. Pauli, Wacker 04 Berlin (Nord) FC Hanau 93, FC Augsburg, KSV Baunatal, Borussia Neunkirchen (Süd)                                            |
| 1979/80 | Arminia Bielefeld (Nord) 1. FC Nürnberg, Karlsruher SC (Süd)             | DSC Wanne-Eickel, OSC Bremerhaven, Arminia Hannover, Wuppertaler SV (Nord) MTV Ingolstadt, Röchling Völklingen, FV Würzburg 04 (Süd)                                 |
| 1980/81 | Werder Bremen, Eintracht Braunschweig (Nord) SV Darmstadt 98 (Süd)       | Aufgrund der Zusammenlegung von Nord- und Südstaffel stiegen insgesamt 22 Mannschaften ab. Für eine vollständige Auflistung siehe hier.                              |
| 1981/82 | FC Schalke 04, Hertha BSC                                                | TSV 1860 München, VfR Wormatia Worms, Freiburger FC, SpVgg Bayreuth                                                                                                  |
| 1982/83 | SV Waldhof Mannheim, Kickers Offenbach, Bayer 05 Uerdingen               | FC Augsburg, SpVgg Fürth, FSV Frankfurt, TuS Schloß Neuhaus |
| 1983/84 | Karlsruher SC, FC Schalke 04                                             | Rot-Weiss Essen, SC Charlottenburg, VfL Osnabrück, BV 08 Lüttringhausen                                                                                              |
| 1984/85 | 1. FC Nürnberg, Hannover 96, 1. FC Saarbrücken                           | FC St. Pauli, VfR 1910 Bürstadt, Kickers Offenbach, SSV Ulm 1846 |
| 1985/86 | FC 08 Homburg, Blau-Weiß 90 Berlin                                       | Hertha BSC, SpVgg Bayreuth, Tennis Borussia Berlin, MSV Duisburg |
| 1986/87 | Hannover 96, Karlsruher SC                                               | Eintracht Braunschweig, Viktoria Aschaffenburg, KSV Hessen Kassel, FSV Salmrohr                                                                                      |
| 1987/88 | Stuttgarter Kickers, FC St. Pauli                                        | Rot-Weiß Oberhausen, BVL 08 Remscheid, SSV Ulm 1846, Arminia Bielefeld                                                                                               |
| 1988/89 | Fortuna Düsseldorf, FC 08 Homburg                                        | Kickers Offenbach, Viktoria Aschaffenburg, 1. FSV Mainz 05, Union Solingen                                                                                           |
| 1989/90 | Hertha BSC, SG Wattenscheid 09                                           | KSV Hessen Kassel, SpVgg Bayreuth, Alemannia Aachen, SpVgg Unterhaching                                                                                              |
| 1990/91 | FC Schalke 04, MSV Duisburg, Stuttgarter Kickers                         | Rot-Weiss Essen, Preußen Münster, TSV Havelse, Schweinfurt 05 |
| 1991/92 | Bayer 05 Uerdingen (Nord) 1. FC Saarbrücken (Süd)                        | Blau-Weiß 90 Berlin, BSV Stahl Brandenburg (Nord) TSV 1860 München, Hallescher FC, FC Rot-Weiß Erfurt (Süd)                                                          |
| 1992/93 | SC Freiburg, MSV Duisburg, VfB Leipzig                                   | SpVgg Unterhaching, Eintracht Braunschweig, VfL Osnabrück, Fortuna Düsseldorf, VfB Oldenburg, SV Darmstadt 98, FC Remscheid                                          |
| 1993/94 | VfL Bochum, Bayer 05 Uerdingen, TSV 1860 München                         | Stuttgarter Kickers, FC Carl Zeiss Jena, Wuppertaler SV, Rot-Weiss Essen, Tennis Borussia Berlin                                                                     |
| 1994/95 | Hansa Rostock, FC St. Pauli, Fortuna Düsseldorf                          | 1. FC Saarbrücken, FC 08 Homburg, FSV Frankfurt |
| 1995/96 | VfL Bochum, Arminia Bielefeld, MSV Duisburg                              | Chemnitzer FC, Hannover 96, 1. FC Nürnberg, SG Wattenscheid 09 |
| 1996/97 | 1. FC Kaiserslautern, VfL Wolfsburg, Hertha BSC                          | SV Waldhof Mannheim, VfB Lübeck, Rot-Weiss Essen, VfB Oldenburg |
| 1997/98 | Eintracht Frankfurt, SC Freiburg, 1. FC Nürnberg                         | VfB Leipzig, FC Carl Zeiss Jena, FSV Zwickau, SV Meppen |
| 1998/99 | Arminia Bielefeld, SpVgg Unterhaching, SSV Ulm 1846                      | FC Gütersloh, KFC Uerdingen 05, SG Wattenscheid 09, Fortuna Düsseldorf                                                                                               |
| 1999/00 | 1. FC Köln, VfL Bochum, Energie Cottbus                                  | Tennis Borussia Berlin, Fortuna Köln, Kickers Offenbach, Karlsruher SC                                                                                               |
| 2000/01 | 1. FC Nürnberg, Borussia Mönchengladbach, FC St. Pauli                   | VfL Osnabrück, SSV Ulm 1846, Stuttgarter Kickers, Chemnitzer FC |
| 2001/02 | Hannover 96, Arminia Bielefeld, VfL Bochum                               | SpVgg Unterhaching, 1. FC Saarbrücken, Schweinfurt 05, SV Babelsberg 03                                                                                              |
| 2002/03 | SC Freiburg, 1. FC Köln, Eintracht Frankfurt                             | Eintracht Braunschweig, SSV Reutlingen 05, FC St. Pauli, SV Waldhof Mannheim                                                                                         |
| 2003/04 | 1. FC Nürnberg, Arminia Bielefeld, 1. FSV Mainz 05                       | VfB Lübeck, Jahn Regensburg, 1. FC Union Berlin, VfL Osnabrück |
| 2004/05 | 1. FC Köln, MSV Duisburg, Eintracht Frankfurt                            | Eintracht Trier, Rot-Weiß Oberhausen, Rot-Weiss Essen, FC Rot-Weiß Erfurt                                                                                            |
| 2005/06 | VfL Bochum, Alemannia Aachen, Energie Cottbus                            | Dynamo Dresden, 1. FC Saarbrücken, LR Ahlen, Sportfreunde Siegen |
| 2006/07 | Karlsruher SC, Hansa Rostock, MSV Duisburg                               | Rot-Weiss Essen, SpVgg Unterhaching, SV Wacker Burghausen, Eintracht Braunschweig                                                                                    |
| 2007/08 | Borussia Mönchengladbach, TSG 1899 Hoffenheim, 1. FC Köln                | Kickers Offenbach, FC Erzgebirge Aue, SC Paderborn 07, FC Carl Zeiss Jena                                                                                            |
| 2008/09 | SC Freiburg, 1. FSV Mainz 05, 1. FC Nürnberg                             | VfL Osnabrück, FC Ingolstadt 04, SV Wehen Wiesbaden |
| 2009/10 | 1. FC Kaiserslautern, FC St. Pauli                                       | Hansa Rostock, TuS Koblenz, Rot Weiss Ahlen |
| 2010/11 | Hertha BSC, FC Augsburg                                                  | VfL Osnabrück, Rot-Weiß Oberhausen, Arminia Bielefeld |
| 2011/12 | SpVgg Greuther Fürth, Eintracht Frankfurt, Fortuna Düsseldorf            | Hansa Rostock, Alemannia Aachen, Karlsruher SC |
| 2012/13 | Hertha BSC, Eintracht Braunschweig                                       | MSV Duisburg 1, SSV Jahn Regensburg |
| 2013/14 | 1. FC Köln, SC Paderborn 07                                              | Energie Cottbus, Dynamo Dresden, Arminia Bielefeld |
| 2014/15 | FC Ingolstadt 04, SV Darmstadt 98                                        | VfR Aalen, FC Erzgebirge Aue |
| 2015/16 | SC Freiburg, RB Leipzig                                                  | SC Paderborn 07, FSV Frankfurt, MSV Duisburg |
| 2016/17 | VfB Stuttgart, Hannover 96                                               | Karlsruher SC, Würzburger Kickers, TSV 1860 München |
| 2017/18 | Fortuna Düsseldorf, 1. FC Nürnberg                                       | Eintracht Braunschweig, 1. FC Kaiserslautern |
| 2018/19 | 1. FC Köln, SC Paderborn 07, 1. FC Union Berlin                          | 1. FC Magdeburg, MSV Duisburg, FC Ingolstadt 04 |
| 2019/20 | Arminia Bielefeld, VfB Stuttgart                                         | SV Wehen Wiesbaden, Dynamo Dresden |
| 2020/21 | VfL Bochum, SpVgg Greuther Fürth                                         | Eintracht Braunschweig, Würzburger Kickers, VfL Osnabrück |
| 2021/22 | FC Schalke 04, Werder Bremen                                             | FC Erzgebirge Aue, FC Ingolstadt 04, Dynamo Dresden |
| 2022/23 | 1. FC Heidenheim, SV Darmstadt 98                                        | Arminia Bielefeld, SSV Jahn Regensburg, SV Sandhausen |
| 2023/24 | FC St. Pauli, Holstein Kiel                                              | SV Wehen Wiesbaden, Hansa Rostock, VfL Osnabrück |
| 2024/25 | 1. FC Köln, Hamburger SV                                                 | SSV Ulm 1846, SSV Jahn Regensburg |

### Aufsteiger in die 2. Bundesliga
Die Aufsteiger wurden von 1974 bis 1994 in Aufstiegsrunden ausgespielt. Danach gab es bis 2008 vier Aufsteiger aus den Regionalligen. Seit 2009 steigen zwei Vereine aus der 3. Liga direkt auf, der letzte Teilnehmer wird in zwei Relegationsspielen gegen den Tabellensechzehnten der 2. Bundesliga ermittelt.
- 1975 (Nord): Bayer 04 Leverkusen, SG Union Solingen, Westfalia Herne, Spandauer SV

(Süd): FSV Frankfurt, SSV Jahn Regensburg, Eintracht Bad Kreuznach, SSV Reutlingen 05
- 1976 (N): Bonner SC, SC Herford, VfL Wolfsburg, Arminia Hannover

(S): KSV Baunatal, FV Würzburg 04, Eintracht Trier, BSV 07 Schwenningen
- 1977 (N): 1. FC Bocholt, Rot-Weiß Lüdenscheid, TuS Bremerhaven 93

(S): VfR Bürstadt, Kickers Würzburg, Wormatia Worms, Freiburger FC
- 1978 (N): SC Viktoria Köln, DSC Wanne-Eickel, Holstein Kiel, Wacker 04 Berlin

(S): FC Hanau 93, MTV Ingolstadt, Borussia Neunkirchen, SC Freiburg
- 1979 (N): Rot-Weiß Oberhausen, SC Herford, OSV Hannover, OSC Bremerhaven

(S): VfR Bürstadt, ESV Ingolstadt-Ringsee, Röchling Völklingen, SSV Ulm 1846
- 1980 (N): 1. FC Bocholt, SpVgg Erkenschwick, VfB Oldenburg, 1. SC Göttingen 05

(S): KSV Hessen Kassel, FC Augsburg, Borussia Neunkirchen, VfB Eppingen
- 1981: Keine Aufsteiger wegen Zusammenlegung beider Staffeln
- 1982: FSV Frankfurt, FC Augsburg, BV Lüttringhausen, TuS Schloß Neuhaus
- 1983: Rot-Weiß Oberhausen, SC Charlottenburg, SSV Ulm 1846, 1. FC Saarbrücken
- 1984: VfR Bürstadt, FC 08 Homburg, FC St. Pauli, Blau-Weiß 90 Berlin
- 1985: VfL Osnabrück, Tennis Borussia Berlin, Viktoria Aschaffenburg, SpVgg Bayreuth
- 1986: SSV Ulm 1846, FSV Salmrohr, FC St. Pauli, Rot-Weiss Essen
- 1987: Kickers Offenbach, SpVgg Bayreuth, SV Meppen, BVL 08 Remscheid
- 1988: Eintracht Braunschweig, Hertha BSC, Viktoria Aschaffenburg, 1. FSV Mainz 05
- 1989: KSV Hessen Kassel, SpVgg Unterhaching, MSV Duisburg, Preußen Münster
- 1990: VfB Oldenburg, TSV Havelse, 1. FSV Mainz 05, 1. FC Schweinfurt 05
- 1991: FC Remscheid, TSV 1860 München, BSV Stahl Brandenburg, VfB Leipzig
- 1992: Wuppertaler SV, VfL Wolfsburg, SpVgg Unterhaching
- 1993: TSV 1860 München, Rot-Weiss Essen, Tennis Borussia Berlin
- 1994: Fortuna Düsseldorf, FSV Frankfurt, FSV Zwickau
- 1995: SpVgg Unterhaching, VfB Lübeck, FC Carl Zeiss Jena, DSC Arminia Bielefeld
- 1996: VfB Oldenburg, Rot-Weiss Essen, FC Gütersloh, Stuttgarter Kickers
- 1997: SpVgg Greuther Fürth, FC Energie Cottbus, SG Wattenscheid 09, 1. FC Nürnberg
- 1998: SSV Ulm 1846, Rot-Weiß Oberhausen, Hannover 96, Tennis Borussia Berlin
- 1999: SV Waldhof Mannheim, Kickers Offenbach, Chemnitzer FC, Alemannia Aachen
- 2000: LR Ahlen, SSV Reutlingen 05, 1. FC Saarbrücken, VfL Osnabrück
- 2001: SV Babelsberg 03, 1. FC Union Berlin, Karlsruher SC, 1. FC Schweinfurt 05
- 2002: SV Wacker Burghausen, Eintracht Trier, VfB Lübeck, Eintracht Braunschweig
- 2003: SSV Jahn Regensburg, SpVgg Unterhaching, FC Erzgebirge Aue, VfL Osnabrück
- 2004: FC Rot-Weiß Erfurt, 1. FC Saarbrücken, Rot-Weiss Essen, Dynamo Dresden
- 2005: Eintracht Braunschweig, SC Paderborn 07, Kickers Offenbach, Sportfreunde Siegen
- 2006: FC Augsburg, TuS Koblenz, Rot-Weiss Essen, FC Carl Zeiss Jena
- 2007: SV Wehen, TSG Hoffenheim, FC St. Pauli, VfL Osnabrück
- 2008: Rot Weiss Ahlen, Rot-Weiß Oberhausen, FSV Frankfurt, FC Ingolstadt 04
- 2009: 1. FC Union Berlin, Fortuna Düsseldorf, SC Paderborn 07
- 2010: VfL Osnabrück, FC Erzgebirge Aue, FC Ingolstadt 04
- 2011: Eintracht Braunschweig, FC Hansa Rostock, Dynamo Dresden
- 2012: SV Sandhausen, VfR Aalen, SSV Jahn Regensburg
- 2013: Karlsruher SC, Arminia Bielefeld
- 2014: 1. FC Heidenheim, RB Leipzig, SV Darmstadt 98
- 2015: Arminia Bielefeld, MSV Duisburg
- 2016: Dynamo Dresden, FC Erzgebirge Aue, Würzburger Kickers
- 2017: MSV Duisburg, Holstein Kiel, SSV Jahn Regensburg
- 2018: 1. FC Magdeburg, SC Paderborn 07
- 2019: VfL Osnabrück, Karlsruher SC, SV Wehen Wiesbaden
- 2020: Eintracht Braunschweig, Würzburger Kickers
- 2021: Dynamo Dresden, Hansa Rostock, FC Ingolstadt 04
- 2022: 1. FC Magdeburg, Eintracht Braunschweig, 1. FC Kaiserslautern
- 2023: SV Elversberg, VfL Osnabrück, SV Wehen Wiesbaden
- 2024: SSV Ulm 1846, Preußen Münster, SSV Jahn Regensburg
- 2025: Arminia Bielefeld, Dynamo Dresden

Siehe auch: Aufstieg zur 2. Fußball-Bundesliga

## Rekorde

### Verschiedenes
| Rang | Verein                   | Siege | Jahr(e)                      |
| ---- | ------------------------ | ----- | ---------------------------- |
| 1    | 1. FC Köln               | 5     | 2000, 2005, 2014, 2019, 2025 |
| 2    | 1. FC Nürnberg           | 4     | 1980/S, 1985, 2001, 2004     |
|      | SC Freiburg              |       | 1993, 2003, 2009, 2016       |
|      | Arminia Bielefeld        |       | 1978/N, 1980/N, 1999, 2020   |
|      | VfL Bochum               |       | 1994, 1996, 2006, 2021       |
| 6    | Hannover 96              | 3     | 1975/N, 1987, 2002           |
|      | Karlsruher SC            |       | 1975/S, 1984, 2007           |
|      | Hertha BSC               |       | 1990, 2011, 2013             |
|      | FC Schalke 04            |       | 1982, 1991, 2022             |
| 10   | SV Darmstadt 98          | 2     | 1978/S, 1981/S               |
|      | 1. FC Saarbrücken        |       | 1976/S, 1992/S               |
|      | 1. FC Kaiserslautern     |       | 1997, 2010                   |
|      | VfB Stuttgart            |       | 1977/S, 2017                 |
|      | Fortuna Düsseldorf       |       | 1989, 2018                   |
|      | FC St. Pauli             |       | 1977/N, 2024                 |
| 16   | Tennis Borussia Berlin   | 1     | 1976/N                       |
|      | Bayer 04 Leverkusen      |       | 1979/N                       |
|      | TSV 1860 München         |       | 1979/S                       |
|      | Werder Bremen            |       | 1981/N                       |
|      | SV Waldhof Mannheim      |       | 1983                         |
|      | FC 08 Homburg            |       | 1986                         |
|      | Stuttgarter Kickers      |       | 1988                         |
|      | Bayer 05 Uerdingen       |       | 1992/N                       |
|      | FC Hansa Rostock         |       | 1995                         |
|      | Eintracht Frankfurt      |       | 1998                         |
|      | Borussia Mönchengladbach |       | 2008                         |
|      | SpVgg Greuther Fürth     |       | 2012                         |
|      | FC Ingolstadt 04         |       | 2015                         |
|      | 1. FC Heidenheim         |       | 2023                         |

- Die 2. Bundesliga ist die einzige Fußball-Liga in Deutschland, in der bereits Mannschaften aus allen Bundesländern spielten.
- Die meisten Punkte sammelte mit Stand vom Saisonende 2023/24 bisher die SpVgg Greuther Fürth. Seit 1974 gewann der Verein 1758 Punkte in 1194 Zweitligapartien und führt seit September 2017 die Ewige Tabelle der 2. Fußball-Bundesliga an. Es folgen der FC St. Pauli mit 1690 Punkten aus 1130 Spielen und Hannover 96 mit 1550 Punkten aus 1022 Spielen. Die wenigsten Punkte sammelte der Spandauer SV mit 10 in 38 Spielen.
- Die meisten Siege mit 477 und Unentschieden mit 327 errang die SpVgg Greuther Fürth und die meisten Niederlagen mit 394 erlitt der VfL Osnabrück. Die wenigsten Siege mit 2 und Unentschieden mit 4 errang der Spandauer SV und die wenigsten Niederlagen mit 8 die TSG 1899 Hoffenheim.
- Die meisten Treffer mit 1771 erzielte die SpVgg Greuther Fürth in 1194 Partien. Die meisten Gegentreffer mit 1571 in 1208 Partien kassierte der VfL Osnabrück. Die beste Tordifferenz mit +315 hält Hannover 96. Die wenigsten Treffer mit 31 erzielte der BSV Schwenningen, die wenigsten Gegentreffer mit 40 erhielt die TSG 1899 Hoffenheim und die schlechteste Tordifferenz mit −276 hält der FSV Frankfurt.
- Der beständigste Verein dieser Spielklasse war Fortuna Köln, der bis 2000 26 Jahre ununterbrochen in der 2. Bundesliga verweilte.
- Ein Durchmarsch von der dritthöchsten Spielklasse in die Bundesliga gelang bisher acht Vereinen: TSV 1860 München 1994, Fortuna Düsseldorf 1995, Arminia Bielefeld 1996, 1. FC Nürnberg 1998, SSV Ulm 1846 1999, 1899 Hoffenheim 2008, SV Darmstadt 98 2015, SC Paderborn 2019.
- Von der Bundesliga in die unteren Klassen durchgereicht wurden sportlich Kickers Offenbach 1985, Fortuna Düsseldorf 1993, der SSV Ulm 1846 2001, die SpVgg Unterhaching 2002, der FC St. Pauli 2003, der SC Paderborn 2016 und Arminia Bielefeld 2023 sowie aufgrund finanzieller Schwierigkeiten (z. B. Lizenzentzug) der FC St. Pauli 1979 und der TSV 1860 München 1983.
- Die beste Saisonbilanz in der eingleisigen 2. Bundesliga erreichte Hertha BSC in der Saison 2012/13 mit 22 Siegen, 10 Unentschieden und 2 Niederlagen, also 76 Punkten (Dreipunkteregel). Dieses Ergebnis wurde allerdings nach absoluten Zahlen übertroffen in der „Vereinigungssaison“ 1992/93, als 24 Mannschaften in der Liga spielten und somit 46 Spieltage stattfanden.
- Für einen Vergleich der Saisonergebnisse in der 2. Bundesliga insgesamt (sowohl ein- als auch zweigleisige Zeit) sind die Zahlen relativ zur Anzahl Spiele aussagekräftiger, weil sich die Größe der Liga bzw. der Staffeln mehrmals änderte. Das beste relative Saisonergebnis erreichte Arminia Bielefeld in der Saison 1979/80 mit 78,9 % Siegen, 15,8 % Unentschieden und 5,3 % Niederlagen, 1,737:0,263 Punkten (Zweipunkteregel) oder 2,526 Punkten (Dreipunkteregel), 3,158:0,816 Toren, Tordifferenz +2,342. Dies stellt auch den Rekord in der absoluten Tordifferenz dar (+89). Das beste Ergebnis in absoluten Punkten war 1980/81 das von Werder Bremen (68:16 Punkte, 98 nach Dreipunkteregel – Staffelgröße 22, also 42 Spieltage).
- Die meisten Tore in einer Spielzeit erzielte Horst Hrubesch für Rot-Weiss Essen (42 Treffer in der Saison 1977/78).
- Die meisten Saisontore einer Mannschaft gelangen Hertha BSC mit 123 Treffern in der Spielzeit 1980/81.[7]
- Als einzige Mannschaft schaffte es der Karlsruher SC, in der Saison 2006/07 an allen 34 Spieltagen einer Zweitligasaison auf einem Aufstiegsplatz zu stehen.
- Die meisten Spiele in der 2. Bundesliga bestritt Willi Landgraf mit insgesamt 508 Spielen für Rot-Weiss Essen (119), FC 08 Homburg (107), FC Gütersloh (94) und Alemannia Aachen (188). Landgraf spielte niemals in der Bundesliga, wohl aber für den damaligen Zweitligisten Aachen im UEFA-Pokal.
- Den höchsten Sieg in der zweigleisigen 2. Bundesliga feierte Arminia Bielefeld in der Saison 1979/80 beim 11:0 gegen Arminia Hannover in der Nordstaffeln. Vier weitere Spiele der zweigleisigen 2. Liga endeten ebenfalls mit einem zweistelligen Endergebnis. Mit 10:2 gewannen der FC St. Pauli in der Saison 1974/75 gegen den VfL Wolfsburg (ebenfalls Staffeln Nord) sowie der Freiburger FC gegen den FV 04 Würzburg in der Saison 1979/80 (Staffel Süd). Mit 10:1 besiegte der FC Bayern Hof die Mannschaft vom BSV 07 Schwenningen (Saison 1976/77, Staffel Süd). Ein 10:0 schoss der Karlsruher SC gegen den ESV Ingolstadt-Ringsee heraus (Saison 1979/80, Staffel Süd). Der höchste Sieg nach Einführung der eingleisigen 2. Bundesliga 1981 gelang dem FC Hansa Rostock in der Saison 2008/09 mit einem 9:0 gegen die TuS Koblenz. Insgesamt fünfmal ging eine Mannschaft als 8:0-Sieger vom Platz, und zwar der SV Waldhof Mannheim gegen den BV Lüttringhausen (Saison 1982/83), Hannover 96 gegen den Karlsruher SC (Saison 1986/87), der SV Darmstadt 98 gegen den FSV Salmrohr (ebenfalls 1986/87), die Stuttgarter Kickers beim SSV Ulm 1846 (Saison 1987/88) und die SpVgg Unterhaching gegen den 1. FC Saarbrücken (Saison 2001/02).
- Das torreichste Spiel war das 7:6 des 1. FC Kaiserslautern gegen den SV Meppen am 34. Spieltag der Saison 1996/97.
- Der torreichste Auswärtssieg war das 8:3 des SC Paderborn gegen den FC Erzgebirge Aue am 32. Spieltag der Saison 2020/21.
- Mit sechs Treffern die meisten Tore in einem Spiel erzielte in der Staffel Süd der Saison 1976/77 Ottmar Hitzfeld im Heimspiel des VfB Stuttgart gegen den SSV Jahn Regensburg (Endstand 8:0).
- Benjamin Siegert vom SV Wehen Wiesbaden schoss am 5. Oktober 2007 beim 1:1 gegen die SpVgg Greuther Fürth nach acht Sekunden nicht nur das schnellste Tor der Zweitliga-Geschichte, sondern auch des deutschen Profifußballs insgesamt.
- Der einzige Verein, der nach dem Aufstieg aus der 2. Bundesliga deutscher Meister wurde, ist der 1. FC Kaiserslautern. Dies gelang dem Verein in der Saison 1997/98.
- Die häufigste Spielpaarung war SpVgg Greuther Fürth gegen den Karlsruher SC mit 46 Spielen.
- Das zuschauerreichste Spiel der 2. Bundesliga gab es in der Saison 2010/11, als 77.116 Zuschauer das Spiel zwischen Hertha BSC und dem FC Augsburg sahen. Die geringste Zuschauerzahl hatte das Spiel zwischen Alemannia Aachen und dem 1. FC Nürnberg 2003/04, welches als Geisterspiel mit null Zuschauern nach Fanausschreitungen durchgeführt wurde. Außerdem gab es während der COVID-19-Pandemie in Deutschland im Zeitraum zwischen 2020 und 2022 diverse zuschauerlose Spiele.
- Die meisten Fernsehzuschauer einer Free-TV-Übertragung hatte das Eröffnungsspiel des Hamburger SV gegen den FC Schalke 04 am 1. Spieltag der Saison 2023/24 mit 3,5 Millionen Zuschauern.[8] Zudem schauten weitere 600.000 Zuschauer das Spiel im Pay-TV.[9] Das Spiel mit den zweitmeisten Fernsehzuschauern ist das Eröffnungsspiel der gleichen Mannschaften am 1. Spieltag der Saison 2021/22 mit 2,71 Millionen Zuschauern gewesen.[10]
- Dem FC Hansa Rostock gelang am 2. Spieltag der Saison 2023/24 die spätesten Tore seit Beginn der detaillierten Datenerfassung. Juan José Perea traf in Minute 90.+10 und 90.+13 während des Auswärtsspiels gegen die SV Elversberg.[11]
- Die SpVgg Bayreuth stand in den Jahren 1988 bis 1990 am Saisonende dreimal in Folge auf einem direkten Abstiegsplatz. Nur  aufgrund der Lizenzentzüge für Rot-Weiß Oberhausen 1988 und Kickers Offenbach 1989 blieb der Verein zweitklassig, ehe die Bayreuther 1990 den Gang ins Amateurlager antreten mussten.

### Rekordspieler
| Rang                             | Spieler            | Verein(e)                                                                                | Spiele |
| -------------------------------- | ------------------ | ---------------------------------------------------------------------------------------- | ------ |
| 01                               | Willi Landgraf     | Alemannia Aachen (188), Rot-Weiss Essen (119), FC 08 Homburg (107), FC Gütersloh (94)    | 508    |
| 02                               | Joaquín Montañés 2 | Alemannia Aachen                                                                         | 477    |
| 03                               | Karl-Heinz Schulz  | SC Freiburg (287), Freiburger FC (176)                                                   | 463    |
| 04                               | Hans Wulf          | KSV Hessen Kassel (231), Schwarz-Weiß Essen (118), Wormatia Worms (59), Hannover 96 (32) | 440    |
| 05                               | Wolfgang Krüger    | Union Solingen                                                                           | 427    |
| 06                               | Hans-Jürgen Gede   | Fortuna Köln (345), Preußen Münster (72)                                                 | 417    |
| 07                               | Andreas Helmer     | SV Meppen (242), VfL Osnabrück (167)                                                     | 409    |
| 08                               | Gerd Paulus        | Kickers Offenbach (302), Röchling Völklingen (103)                                       | 405    |
| 09                               | Oliver Posniak     | SV Darmstadt 98 (290), FSV Frankfurt (113)                                               | 403    |
| 10                               | Dirk Hupe          | Fortuna Köln (212), Union Solingen (189)                                                 | 399    |
| Stand: Stand: Saisonende 2022/23 |                    |                                                                                          |        |

### Rekordtorschützen
| Rang                      | Spieler                | Verein(e) | Tore |
| ------------------------- | ---------------------- | --- | ---- |
| 1                         | Simon Terodde          | VfL Bochum (41), FC Schalke 04 (35), 1. FC Köln (29), VfB Stuttgart (25), Hamburger SV (24), 1. FC Union Berlin (23) | 177  |
| 2                         | Dieter Schatzschneider | Hannover 96 (131), Fortuna Köln (22)                                                                                 | 153  |
| 3                         | Karl-Heinz Mödrath     | Fortuna Köln (144), Alemannia Aachen (7)                                                                             | 151  |
| 4                         | Theo Gries             | Hertha BSC (67), Alemannia Aachen (47), Hannover 96 (8)                                                              | 123  |
| 5                         | Sven Demandt           | 1. FSV Mainz 05 (55) 3, Fortuna Düsseldorf (49), Hertha BSC (17)                                                     | 121  |
| 6                         | Walter Krause          | Kickers Offenbach (97), SG Wattenscheid 09 (13), Rot-Weiß Oberhausen (9)                                             | 119  |
| 7                         | Daniel Jurgeleit       | Union Solingen (59), FC 08 Homburg (34), VfB Lübeck (24)                                                             | 117  |
| 7                         | Franz Gerber           | FC St. Pauli (42), ESV Ingolstadt-Ringsee (23), TSV 1860 München (20), Wuppertaler SV (19), Hannover 96 (13)         | 117  |
| 9                         | Gerd-Volker Schock     | VfL Osnabrück (95), Arminia Bielefeld (21)                                                                           | 116  |
| 10                        | Paul Linz              | VfL Osnabrück (52), Freiburger FC (36), Waldhof Mannheim (16), OSC Bremerhaven (11)                                  | 115  |
| Stand: Saisonende 2023/24 |                        | |      |

## Zuschauer-Entwicklung
Die Tabelle gibt einen Überblick über die Entwicklung der Zuschauerzahlen seit der Saison 1994/95. Die jeweilige Rekordzahl ist fett dargestellt.
| Saison     | Schnitt  | Spiele | Gesamt    | Höchster Zuschauerschnitt | Höchster Zuschauerschnitt |
| ---------- | -------- | ------ | --------- | ------------------------- | ------------------------- |
| 1994/95    | 07.315   | 306    | 2.238.271 | 17.211                    | FC St. Pauli              |
| 1995/96    | 07.518   | 306    | 2.300.480 | 16.465                    | 1. FC Nürnberg            |
| 1996/97    | 08.952   | 306    | 2.739.431 | 36.680                    | 1. FC Kaiserslautern      |
| 1997/98    | 09.291   | 306    | 2.843.170 | 24.759                    | 1. FC Nürnberg            |
| 1998/99    | 08.613   | 306    | 2.635.431 | 19.229                    | Hannover 96               |
| 1999/00    | 12.208   | 306    | 3.735.624 | 28.853                    | 1. FC Köln                |
| 2000/01    | 10.519   | 306    | 3.218.861 | 23.458                    | Borussia Mönchengladbach  |
| 2001/02    | 09.022   | 306    | 2.760.839 | 20.562                    | Hannover 96               |
| 2002/03    | 11.124   | 306    | 3.403.895 | 26.459                    | 1. FC Köln                |
| 2003/04    | 09.515   | 306    | 2.911.458 | 16.152                    | 1. FC Nürnberg            |
| 2004/05    | 13.513   | 306    | 4.135.108 | 38.482                    | 1. FC Köln                |
| 2005/06    | 13.153   | 306    | 4.024.776 | 41.932                    | TSV 1860 München          |
| 2006/07    | 16.706   | 306    | 5.112.072 | 42.194                    | 1. FC Köln                |
| 2007/08    | 18.142   | 306    | 5.551.586 | 43.763                    | 1. FC Köln                |
| 2008/09    | 15.734   | 306    | 4.814.737 | 34.409                    | 1. FC Kaiserslautern      |
| 2009/10    | 15.085   | 306    | 4.616.048 | 35.398                    | 1. FC Kaiserslautern      |
| 2010/11    | 14.794   | 306    | 4.526.857 | 46.131                    | Hertha BSC                |
| 2011/12    | 17.234   | 306    | 5.273.605 | 37.641                    | Eintracht Frankfurt       |
| 2012/13    | 17.234   | 306    | 5.273.549 | 40.688                    | 1. FC Köln                |
| 2013/14    | 17.891   | 306    | 5.474.669 | 46.235                    | 1. FC Köln                |
| 2014/15    | 17.669   | 306    | 5.406.708 | 33.013                    | 1. FC Kaiserslautern      |
| 2015/16    | 19.176   | 306    | 5.868.008 | 30.724                    | 1. FC Nürnberg            |
| 2016/17    | 21.732   | 306    | 6.650.083 | 50.515                    | VfB Stuttgart             |
| 2017/18    | 17.584   | 306    | 5.380.757 | 30.558                    | 1. FC Nürnberg            |
| 2018/19    | 19.128   | 306    | 5.853.246 | 49.547                    | 1. FC Köln                |
| 02019/20 4 | 14.798   | 306    | 4.528.076 | 39.503                    | VfB Stuttgart             |
| 02020/21 4 | .00331   | 306    | .0101.422 | .00982                    | Hannover 96               |
| 02021/22 4 | 0013.676 | 306    | 4.184.899 | 33.528                    | FC Schalke 04             |
| 2022/23    | 22.183   | 306    | 6.788.072 | 53.529                    | Hamburger SV              |
| 2023/24    | 29.290   | 306    | 8.933.463 | 61.538                    | FC Schalke 04             |

## Zweitligisten im Europapokal
Bisher nahmen sechsmal Vereine der 2. Bundesliga am Europapokal teil:
- Nach Eingliederung des ostdeutschen DFV in den nun gesamtdeutschen DFB 1991 nahmen die in die 2. Bundesliga eingegliederten vormaligen DDR-Oberligisten FC Rot-Weiß Erfurt und Hallescher FC 1991/92 am UEFA-Pokal teil. Während Halle in der ersten Runde gegen Torpedo Moskau ausschied, unterlag Erfurt in der zweiten Runde Ajax Amsterdam.
- 1992/93 nahm Hannover 96 als DFB-Pokalsieger am Europapokal der Pokalsieger teil. In der ersten Runde schied 96 trotz eines 2:1 im Rückspiel zu Hause gegen den Titelverteidiger Werder Bremen aufgrund einer 1:3-Hinspielniederlage knapp aus dem Wettbewerb aus.
- 1996/97 nahm der DFB-Pokalsieger 1. FC Kaiserslautern nach seinem Abstieg in die 2. Bundesliga am Europapokal der Pokalsieger teil, schied aber nach einem 1:0 und 0:4 n. V. gegen Roter Stern Belgrad ebenfalls in der 1. Runde aus.
- 2001/02 qualifizierte sich der Zweitligist 1. FC Union Berlin für den UEFA-Pokal, da die Mannschaft (noch als Drittligist) im Pokalfinale der Mannschaft von Schalke 04 unterlegen war, diese aber durch ihre Vizemeisterschaft an der Champions League teilnahm. Nach einem Sieg gegen Haka Valkeakoski aus Finnland schieden die Berliner in der zweiten Runde gegen die bulgarische Mannschaft Litex Lowetsch aus.
- 2004/05 durfte Alemannia Aachen ebenfalls als unterlegener Pokalfinalist am UEFA-Pokal teilnehmen, da der Pokalsieger Werder Bremen als Meister an der Champions League teilnahm. Aachen erreichte gegen die isländische Mannschaft FH Hafnarfjörður die Gruppenphase und dort durch Siege gegen OSC Lille und AEK Athen sogar die Runde der letzten 32 Mannschaften (Sechzehntelfinale), schied hier aber nach einem 0:0 und 1:2 gegen AZ Alkmaar aus.

Seit dem DFB-Pokal 2014/15 berechtigt nur noch ein Sieg im Pokalfinale zur Teilnahme an der Europa League.